# Amphineurus (Amphineurus) submolophilinus
Amphineurus (Amphineurus) submolophilinus is een tweevleugelige uit de familie steltmuggen (Limoniidae). De soort komt voor in het Australaziatisch gebied.